# The Signal (film 1913)
The Signal (o A Drama of the French Revolution) è un cortometraggio muto del 1913 diretto da George Lessey, che aveva come interpreti May Abbey, la moglie del regista, affiancata da Richard Tucker.

## Trama
Il monarchico conte St. Pierre si nasconde nel tugurio di un fedele servistore, riuscendo così a sfuggire ai soldati repubblicani che lo stanno cercando. Si rende però conto che restando lì, prima o poi sarà catturato e pensa allora di rifugiarsi in Inghilterra con la sua promessa sposa, la contessa d'Avroi. Affida al vecchio servitore un messaggio per la contessa dove la prega di mettere come segnale due candele alla finestra quando la via sarà libera. Dopo avere consegnato la lettera, l'uomo viene però fermato dai soldati al comando del cittadino Bompard che riconosce in lui un servo del conte. Sapendo della relazione tra St. Pierre e la contessa, Bompard capisce che il servo deve avere portato un messaggio e si reca dalla contessa che però si rifiuta di consegnargli la lettera. Bompard riesce comunque a impadronirsene e, dopo averla letta, mette subito le due candele alla finestra.

Piazzati i suoi uomini fuori dalla camera dell'aristocratica, dà loro l'ordine di sparare a St. Pierre quando questi arriverà. Poi, rimasto nella stanza con la contessa, le fa delle avances che lei dapprima rifiuta indignata ma che poi sembra accettare. Così, quando St. Pierre, che ha scalato il muro salendo sull'edera, entra nella stanza, vede la sua amata tra le braccia di Bompard. Affranto per la sua apparente indedeltà, si incammina lentamente verso la porta dietro la quale sono nascosti i soldati armati. Quando apre l'uscio, la contessa si libera dell'abbraccio di Bompard e i soldati lo scambiano per il conte, sparandogli. Nel caos che ne segue, St. Pierre e la contessa riescono a fuggire via sani e salvi.

## Produzione
Il film fu prodotto dalla Edison Company.

## Distribuzione
Distribuito dalla General Film Company, il film - un cortometraggio in una bobina - uscì nelle sale cinematografiche statunitensi il 5 luglio 1913.